# تظاهرات ۲۹ بهمن تبریز
تظاهرات ۲۹ بهمن تبریز که در تقویم رسمی جمهوری اسلامی با عنوان قیام مردم تبریز مشخص شده‌است، به حوادث ۲۹ بهمن ۱۳۵۶ در تبریز اشاره دارد که در طی آن انقلابیون تبریز به مناسبت چهلمین روز کشته شدگان تظاهرات ۱۹ دی قم، دست به تظاهرات زده و بیشتر نقاط شهر را تسخیر کردند تا این که تا ساعت ۵ بعد از ظهر نیروهای دولتی کنترل شهر را به دست گرفتند.
طبق گزارش ساواک، در این تظاهرات اعتراضی، ۵۸۱ نفر دستگیر، ۹ نفر کشته، ۱۱۸ نفر زخمی، ۳ دستگاه تانک، ۲ سینما، یک هتل، کاخ جوانان، حزب رستاخیز و تعدادی اتومبیل شخصی و دولتی به آتش کشیده شدند. چند روز بعد تعداد کشته شدگان تبریز به ۱۳ نفر رسید.
در این اعتراض، برای نخستین بار پس از وقایع ۱۵ خرداد ۱۳۴۲، ارتش برای کنترل وضعیت مستقیماً وارد درگیری‌ها شد. همچنین، شعار «مرگ بر شاه» برای اولین بار در این قیام سرداده شد. چهل روز پس از این رویداد در ۱۰ فروردین ۱۳۵۷، انقلابیون شهرهای اصفهان، جهرم، یزد، شیراز و اهواز نیز به مناسبت چهلمین روز کشته شدگان تبریز، دست به تجمع و اعتراض زدند که باعث کشته شدن عده‌ای دیگر در آن شهرها شد. این اعتراضات سراسری در نهایت منجر به توجه رسانه‌های خارجی به اعتراضات ایران شد.

## پیش زمینه
پس از چاپ مقاله ایران و استعمار سرخ و سیاه در روزنامه اطلاعات چاپ ۱۷ دی ۱۳۵۶ که حاوی مطالبی اهانت آمیز نسبت به روح‌الله خمینی بود، گروهی از روحانیون و مردم شهر قم نسبت به آن واکنش نشان داده و در ۱۹ دی دست به تظاهرات زدند. در جریان این اعتراضات، عده‌ای توسط نیروهای وابسته به شاه کشته شدند.
چهل روز پس از این ماجرا، در ۲۹ بهمن ۱۳۵۶ انقلابیون تبریز هم‌زمان با سایر شهرهای ایران، قصد برگزاری مراسم چهلم کشته شدگان اعتراضات قم را داشتند.

## شرح ماجرا
روز ۲۹ بهمن ۱۳۵۶، قرار بود ساعت ۱۰ صبح، انقلابیون در مسجد قزلی تبریز تجمع نمایند. پیشتر از طرف آیت الله قاضی و ده تن دیگر از روحانیون تبریز از انقلابیون برای شرکت در چنین مراسمی دعوت شده بود. همچنین در ۲۵ بهمن آیت الله گلپایگانی و شریعتمداری نیز به همین مناسبت اعلامیه‌هایی صادر و این روز را عزای عمومی اعلام کرده بودند.
در روز ۲۹ بهمن، انقلابیون در مقابل مسجد جمع شده و اعلامیه‌ها را مطالعه می‌کردند. در این حین «سرگرد مقصود حق‌شناس»، رئیس کلانتری بازار تبریز به همراه عده‌ای از مأموران سر می‌رسد و به تجمع کنندگان اعلام می‌کند که متفرق شوند، اما مردم توجهی به اخطارهای او نمی‌کنند. خادم مسجد که قصد بازنمودن درب مسجد را بنا به دستور آیت‌الله قاضی طباطبایی داشت، توسط مأمورین از این کار منع می‌شود. تعدادی از جوانان انقلابی به طرف سرگرد حق‌شناس حرکت می‌کنند و از او می‌خواهند تا درب مسجد جهت برگزاری مراسم باز شود؛ اما او با این کار مخالفت می‌کند.
در این حین یکی از انقلابیون به نام «محمد تجلاّ» با سرگرد حق‌شناس گلاویز می‌شود که حق‌شناس نیز با اسلحه کمری گلوله‌ای به سینه محمد تجلا که ۲۲ سال داشت شلیک کرده و او را به قتل می‌رساند. تجمع کنندگان جنازه خون آلود تجلا را برداشته و به طرف خیابان‌ها به راه می‌افتند. کم‌کم در طول راه افراد بیشتری به صف راهپیمایان می‌پیوندند و حرکت معترضان آغاز می‌شود.این حرکت اعتراضی در وسعتی به طول ۱۲ کیلومتر از دانشگاه آذرآبادگان در شرق تا ایستگاه راه‌آهن در غرب و در عرض ۴ کیلومتر از مقر حزب رستاخیز در شمال تا دو خیابان مانده به کنسولگری آمریکا در جنوب گسترده شده بود.

### دخالت ارتش
یحیی لیقوانی رئیس ساواک تبریز که متوجه عادی نبودن اوضاع شهر شده و به گستردگی ناآرامی‌ها واقف گشته بود، بلافاصله با تهران تماس می‌گیرد و کسب تکلیف می‌کند. شاه که خبر ناآرامی‌های تبریز به او رسیده بود، در تماس با جمشید آموزگار دستور حفاظت از پمپ بنزین‌ها، کارخانه‌ها، ادارات دولتی و مقابله با معترضان را می‌دهد. شورای امنیتی استان تشکیل جلسه می‌دهد و تصمیم می‌گیرند از نیروهای ارتش و ژاندارمری استفاده کرده و یگان‌های نظامی در سطح شهر مستقر شوند و برای این که نشان بدهند در سرکوب جدیت دارند دستور استقرار دو دستگاه تانک چیفتن، دو دستگاه نفربر و یک دستگاه تانک اسکورپین را در سطح شهر می‌دهند. در جریان این اعتراضات، برای نخستین بار پس از واقعه ۱۵ خرداد ۱۳۴۲، ارتش برای کنترل وضعیت مستقیماً وارد درگیری‌ها شد. همچنین گفته می‌شود، در این تظاهرات برای نخستین بار شعار «مرگ بر شاه» سر داده شد.
همچنین تصمیم گرفته می‌شود استاندار، سپهبد اسکندر آزموده با آیت‌الله قاضی تماس بگیرد و بگوید که مراسمی که صبح بر پا نشد، می‌شود بعدازظهر در مساجد مختلف برگزار شود، به شرطی که مردم به رعایت نظم و آرامش دعوت شوند. در شهر جمعیت معترضان، ساختمان حزب رستاخیز تبریز را تصرف می‌کنند و خودروها و ساختمان‌های دولتی را به آتش می‌کشند و بانک‌ها را متصرف و پول‌های آن‌ها را می‌سوزانند. دانشجویان دانشگاه نیز در این قیام حضور پیدا می‌کنند.
سرانجام ساعت ۵ بعدازظهر، نیروهای نظامی بر شهر مسلط شدند. کنسول آمریکا در تبریز در واپسین ساعت‌های روز، این یادداشت را به سفارت آمریکا در تهران مخابره کرد:
«بیشتر تظاهرکنندگان را مردان جوان تشکیل می‌دهند و اهدافشان مظاهر جامعه غیر مذهبی از قبیل سینماها و کلوبهاست. نیروهای اجتماعی و مذهبی به حالتی درآمده‌اند که کنترلشان آسان نیست. شاه (شاید) با تعویض استاندار آذربایجان و تحت انضباط درآوردن ساواک و مقامات پلیس این استان به شورش‌های تبریز واکنش نشان دهد. با این حال چهل روز بعد، باز هم در شهرهای مختلف ایران تظاهرات و خشونت‌هایی به وقوع خواهد پیوست.»
در اسناد به دست آمده از سفارت آمریکا در تهران، این گونه آمده‌است: «تاکتیک‌هایی که شورشیان به کار می‌بردند، نشانگر آمادگی کامل آنان بود. شورشیان اهداف مشخصی در سر داشتند.» بنا به نوشته مرکز اسناد انقلاب اسلامی «این اعتراضات که با برنامه‌ریزی دقیق قبلی دانشجویان دانشگاه و روحانیون به رهبری آیت الله قاضی بود، چنان گستردگی و عمقی داشت که مأموران ساواک هر چند پیشتر وضعیت شهر را غیرعادی ارزیابی کرده بودند؛ اما از پیش‌بینی قیامی به این عظمت به دلیل همان برنامه‌ریزی دقیق آن عاجز ماندند.»

## زخمی و کشته شدگان
در آماری که برای رئیس ساواک تبریز تهیه کردند، این‌طور نوشته شده بود: «۵۸۱ نفر دستگیر، ۹ نفر کشته، ۱۱۸ نفر زخمی، ۳ دستگاه تانک، ۲ سینما، یک هتل، کاخ جوانان، حزب رستاخیز و تعدادی اتومبیل شخصی و دولتی به آتش کشیده شدند.» چند روز بعد تعداد کشته شدگان تبریز به ۱۳ نفر رسید.
از جمله کشته شدگان این واقعه می‌توان به «محمد تجلاّ» که دانشجو بود و در همان روز کشته شد و «محمدباقر رنجبر آذرفام» که بعد از ده روز کشته شد اشاره کرد. همچنین جوانی به نام «قربانعلی شاکری» در چهارراه دانشسرا با هدف سرنگونی مجسمه شاه، خود را به مجسمه رساند؛ اما گلوله مأموران به وی اصابت کرد و کشته شد. سید یحیی رحیم صفوی نیز از مجروحان این حادثه بود و پس از انقلاب ۱۳۵۷ به عضویت سپاه پاسداران درآمد و مدتی نیز به عنوان فرمانده کل سپاه مشغول شد.

## پیامدها

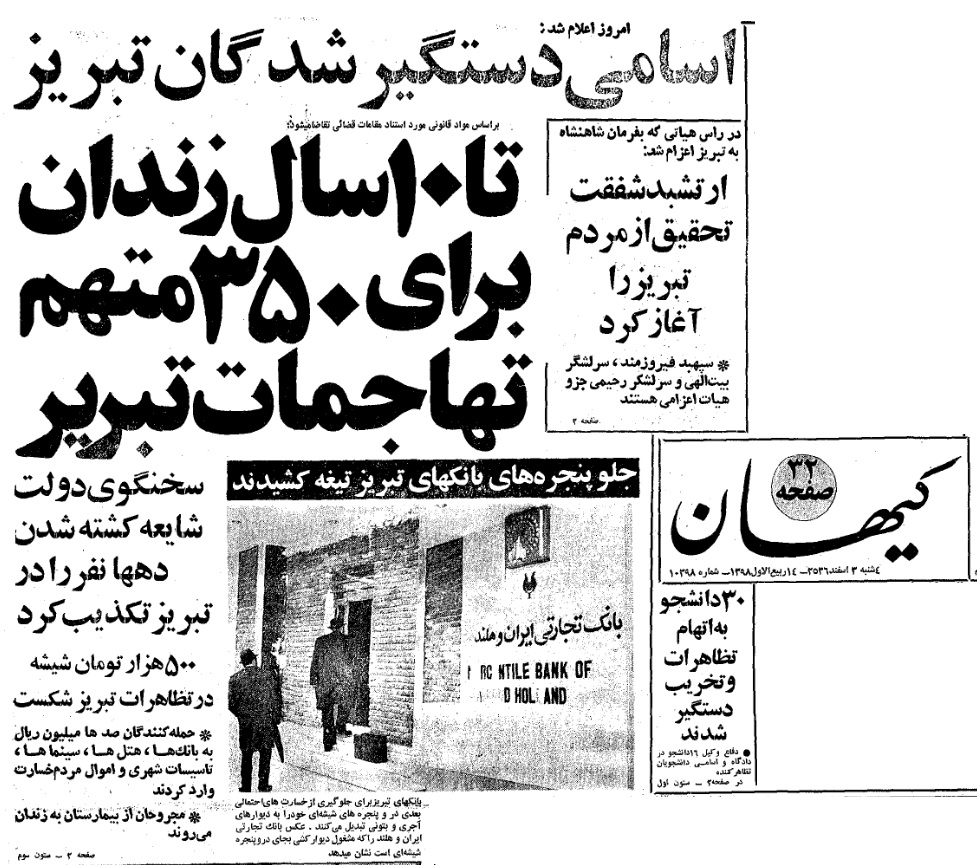
صفحه نخست روزنامه کیهان در ۳ اسفند ۱۳۵۶ که به‌طور کامل به حوادث تبریز اختصاص یافته‌است.

پس از این ماجرا، رئیس شهربانی تبریز، معزول و به تهران احضار و استاندار هم بر کنار گردید.
آیت الله خمینی نیز بعد از این جریان، پیامی خطاب به انقلابیون تبریز صادر کرد.
اعتراضات تبریز، پس از چندی جنبه سراسری پیدا کرده و چهل روز پس از آن، در ۱۰ فروردین ۱۳۵۷ انقلابیون شهرهای اصفهان، شیراز، یزد، جهرم و اهواز نیز به مناسبت چهلمین روز کشته شدگان تبریز، دست به تجمع و اعتراض زدند که باعث کشته شدن عده‌ای دیگر در آن شهرها شد. این اعتراضات سراسری در نهایت منجر به توجه رسانه‌های خارجی به اعتراضات ایران شد. با فرارسیدن چهلم کشته شدگان تبریز، روح‌الله خمینی پیام دیگری به این مناسبت صادر نمود، در بخشی از این پیام آمده‌است: «کشتار بیرحمانه قم، ایران را به هیجان آورد و تبریز را به قیام همگانی مردانه در قبال ظلم و بیدادگری نشاند و کشتار دسته جمعی تبریز ملت غیور ایران را چنان تکان داد که در آستانه انفجار است، انفجاری که دست اجانب را به خواست خدای متعال برای همیشه قطع کند.»
پس از اعتراضات تبریز و یزد، علاوه بر اقدامات پلیسی، کوشش‌هایی از طریق حزب رستاخیز صورت گرفت. یک «کمیته راهنمایی و اطلاعات» که هدف آن تشریح «توطئه‌هایی» بود که از خارج هدایت می‌شود تا مملکت را نابود سازد و همچنین کمیته دیگری به نام «کمیته اقدام سراسری» در پایتخت و مراکز استان‌ها شگل گرفت تا با اغتشاشات مبارزه نماید.

## بازتاب‌ها
مراجع حوزه علمیه قم، اولین مقامات روحانی بودند که در این خصوص با اعلامیه و تلگراف موضع‌گیری کردند. اتحادیه انجمن‌های اسلامی دانشجویان اروپا، جنبش مسلمانان مبارز، کنفدراسیون محصلان و دانشجویان ایرانی خارج از کشور و نهضت آزادی ایران نیز اعلامیه‌هایی نشر دادند. نشریه «۱۶ آذر» نشریه کنفدراسیون محصلان و دانشجویان ایرانی خارج از کشور نوشت: «قیام تبریز نه فقط برگی زرین به تاریخ مبارزات ضد ارتجاعی و قهرمانانه اهالی ستمکش این شهر می‌افزاید، بلکه لحظه‌ای درخشان در تاریخ پیکار خلق‌های میهن است.»
تعدادی از دانشجویان ایرانی مشغول به تحصیل در برلین شرقی (پایتخت جمهوری دمکراتیک سابق آلمان) سفارت ایران در برلین را به اشغال خود درآوردند و به پخش خبر مبارزه انقلابیون تبریز پرداختند، خبر این جریان به سراسر جهان مخابره شد. دانشجویان مقیم اتریش نیز مقارن سفر وزیر امور خارجه ایران که به دعوت صدراعظم و رئیس‌جمهور اتریش به آن کشور رفته بود، در خارج دانشگاه وین، دست به تظاهراتی زدند و شعار خود را «حمام خون در ایران» قرار دادند. آن‌ها می‌گفتند «تعداد بسیار زیادی از مردم به خصوص از شهر تبریز ضمن تظاهرات در زدوخوردهایی که با پلیس صورت گرفت، کشته شده‌اند.»
روزنامه واشینگتن پست و نیویورک تایمز، چند مقاله به اوضاع تبریز اختصاص دادند، نیویورک تایمز در روزهای بعد تعداد کشته شدگان تبریز را از ۶ به بالاتر از ۷۰ نفر رساند و توضیح داد که بلوای تبریز، بلوایی است پیچیده. خانم «لیزترگود» از تهران طی مقاله‌ای در گاردین از این که نسبت به تظاهرکنندگان ضدرژیم در تبریز با ملایمت برخورد شده‌است، اظهار تعجب کرده و ضمن آن به نقل از سخنان استاندار جدید آذربایجان نوشته که او سیاست خود را براساس تأمین حداکثر آزادی برای مردم قرار داده‌است.

## واکنش‌ها
پس از این جریانات، هلاکو رامبد اعلام کرد: «عوامل آشوب تبریز معلوم نیست کی و از کدام مرز وارد ایران شده‌اند.» وی در روز بعد گفت: «کمونیست‌های شناخته شده سبب اغتشاش تبریز بوده‌اند.» محمود جعفریان در اجتماع اعضای حزب رستاخیز تبریز چند روز بعد از این ماجرا اعلام کرد: «آشوبگرانی که تبریز را به آتش کشیدند تبریزی نبودند.»
در ۱۱ اسفند ۱۳۵۶، ویلیام سولیوان سفیر آمریکا در تهران، در یکی از کلوپ‌های شهر سانفرانسیسکو در مورد ایران سخنرانی نمود و در آن از «عدم لیاقت مردم ایران برای دادن آزادی‌های اجتماعی» اظهار تاسف کرده و گفت: «به علت آزادی‌های اجتماعی در ایران، بالطبع در وقایع اخیر تبریز مقامات انتظامی دخالت نکرده تا جایی که متأسفانه در تظاهرات تبریز خسارت‌های زیادی وارد آمده.»

### تظاهرات طرفداران شاه

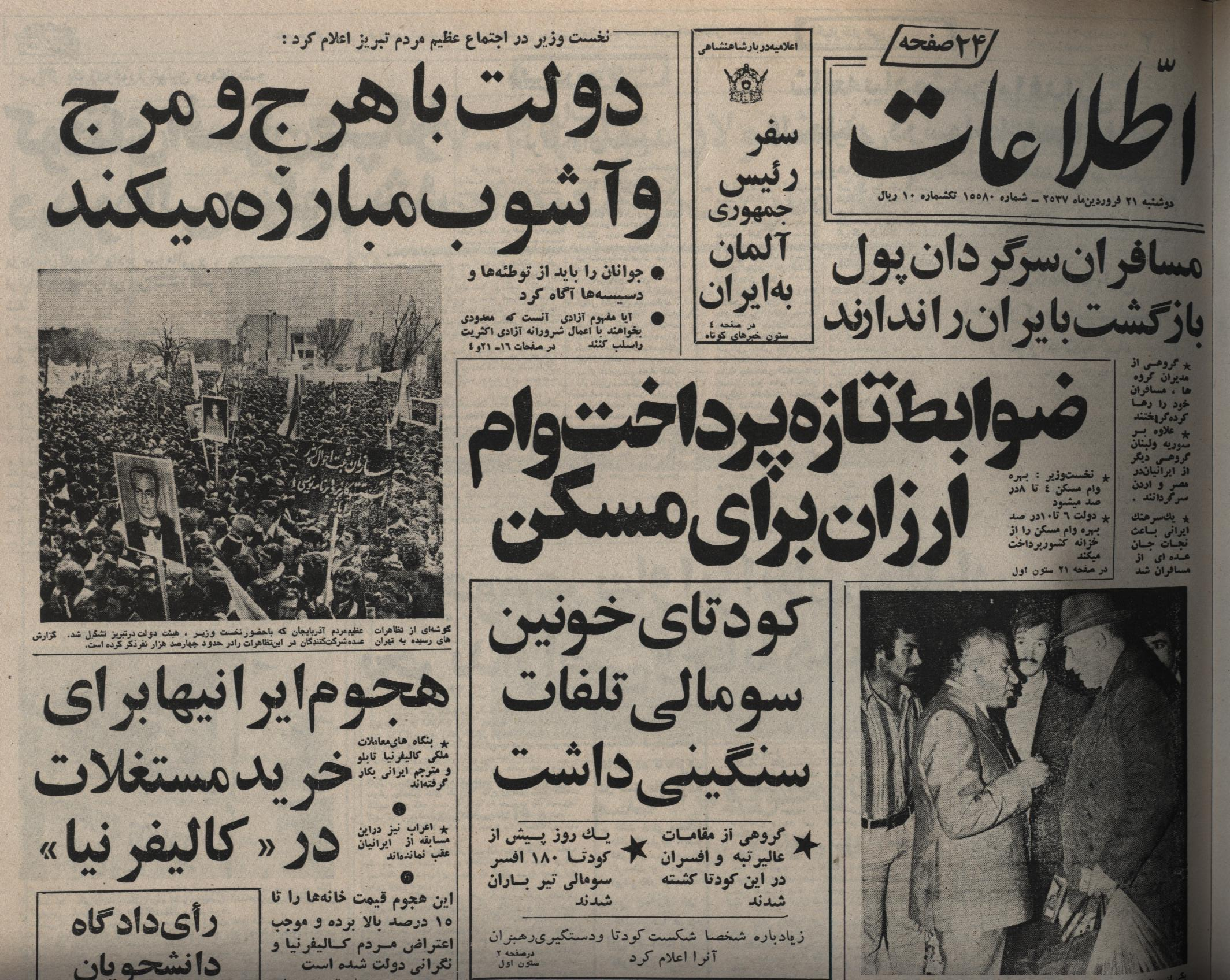
صفحه اول روزنامه اطلاعات در ۲۱ فروردین ۱۳۵۷. در بالای چپ صفحه، خبر و عکسی در رابطه با تجمع طرفداران شاه در تبریز درج شده‌است.

نهادهای وابسته به حکومت پهلوی، در واکنش به این اعتراضات، در روز ۱۹ فروردین ۱۳۵۷، در تبریز اقدام به برگزاری تجمعی با عنوان «تظاهرات میهنی» نمودند. در این تجمع حکومتی، جمشید آموزگار و محمود جعفریان نیز حضور داشتند. طبق اسناد منتشر شده در ویکی‌لیکس، «به کارمندان دولت در شهر و حومه آن گفته شده بود که در این تظاهرات شرکت کنند؛ در غیر این صورت شغلشان را از دست خواهند داد. تمامی مدارس نیز تعطیل بودند و به دانش‌آموزان اخطار داده شده بود که در صورت عدم حضور در این مراسم، در امتحانات آن فصل مردود خواهند شد.»
پس از این تجمعات، شاه با اشاره به این تظاهرات این چنین اظهار نظر کرد: «چند هفته نگذشته بود که نخست‌وزیر من آقای آموزگار برای برقراری تماس با مردم به استان‌ها سفر کرد و سیصد هزار نفر در تبریز گرد او را گرفتند، دقیقاً در همین تبریز که شورش‌های ماه فوریه [۲۹ بهمن ۱۳۵۶] موجب شد تا مردم دربارهٔ من و دولت من به شک بیفتند.» جمشید آموزگار نیز پس از این تظاهرات در جمع خبرنگاران گفت: «علت تشکیل این میتینگ این بود که مردم آذربایجان از طریق حزب رستاخیز نشان دهند که آنان که در تظاهرات ۵۰ روز قبل شرکت کردند، آذربایجانی نبودند، ولی از آن جا که انجام این تقاضا قبل از نوروز ممکن نبود کار به امروز موکول شد.» گفته شده‌است که در این تظاهرات حکومتی، بین جمعیت گرد آمده نیز زد و خوردهایی روی داد؛ آنچنان که آنتونی پارسونز سفیر انگلیس در ایران دربارهٔ این تظاهرات چنین نوشته‌است: «تلاش دولت موفقیت‌آمیز نبود.»
شاه پس از سرنگونی حکومتش در کتاب پاسخ به تاریخ می‌نویسد: «طبق سنن اسلامی، والدین و دوستان شخص متوفی در چهلمین روز پس از مرگش می‌بایست بر سر قبر او حضور یابند؛ گمان ندارم تاکنون این گونه بی شرمانه از مرگ کسی برای رسیدن به هدف‌های سیاسی استفاده شده باشد.»